# Begraafplaats van Oye-Plage
De Begraafplaats van Oye-Plage is een gemeentelijke begraafplaats in de Franse gemeente Oye-Plage in het departement Pas-de-Calais. De begraafplaats ligt aan de Route du Pont d'Oye op 280 m ten zuidwesten van het dorpscentrum (Église Saint-Médard). Ze wordt omsloten door een haag.

## Britse oorlogsgraven
Op de begraafplaats bevindt zich een Brits militair perk met gesneuvelden uit de Tweede Wereldoorlog. Er worden meer dan 100 doden herdacht, waarvan 61 konden geïdentificeerd worden. Het perk bevindt zich in de zuidelijke hoek van de begraafplaats en heeft een rechthoekig grondplan. Het Cross of Sacrifice staat tegen de oostelijke rand. Aanvankelijk lagen er 27 Britse oorlogsgraven, maar na de oorlog werd het perk uitgebreid met graven die werden overgebracht uit Grevelingen en Houtkerke.
Onder de geïdentificeerde doden liggen er 60 Britten en 1 Nieuw-Zeelander. De Britse graven worden onderhouden door de Commonwealth War Graves Commission en zijn daar geregistreerd onder Oye-Plage Communal Cemetery.

### Graven
- Peter Collard, piloot bij de Royal Air Force werd onderscheiden met het Distinguished Flying Cross (DFC).
- soldaat Jack Raymond Powles diende onder het alias Jack Kendall bij het East Surrey Regiment.

## Franse oorlogsslachtoffers
Er ligt ook een perk met vijf Franse militairen uit de Eerste Wereldoorlog en veertien burgerslachtoffers uit de Tweede Wereldoorlog waaronder één niet geïdentificeerde.